# Barfilija
Barfilija (arab. برفيلية) – nieistniejąca już arabska wieś, która była położona w Dystrykcie Ramli w Mandacie Palestyny. Wieś została wyludniona i zniszczona podczas I wojny izraelsko-arabskiej, po ataku Sił Obronnych Izraela w dniu 14 lipca 1948.

## Położenie
Barfilija leżała na zachodnim krańcu wzgórz Samarii. Według danych z 1945 do wsi należały ziemie o powierzchni 7 134 ha. We wsi mieszkało wówczas 730 osób.
| własność gruntów | powierzchnia gruntów (hektary) |
| ---------------- | ------------------------------ |
| Arabowie         | 7 130                          |
| Żydzi            | 0                              |
| publiczne        | 4                              |
| Razem            | 7 134                          |

| Rodzaj użytkowanych gruntów | Arabowie (hektary) | Żydzi (hektary) |
| --------------------------- | ------------------ | --------------- |
| uprawy oliwek               | 191                | 0               |
| uprawy nawadniane           | 241                | 0               |
| uprawy zbóż                 | 2 739              | 0               |
| nieużytki                   | 4 137              | 0               |
| zabudowane                  | 17                 | 0               |

## Historia
W czasie Krzyżowców w miejscu tym istniała wieś nazywana Porphylia. W 1596 we wsi mieszkało zaledwie 44 mieszkańców, którzy płacili podatki z upraw pszenicy, jęczmienia, sezamu, owoców i hodowli kóz.
W okresie panowania Brytyjczyków Barfilija była średniej wielkości wsią. We wsi był jeden meczet. W 1946 utworzono szkołę podstawową dla chłopców, do której uczęszczało 50 uczniów.
Podczas wojny domowej w Mandacie Palestyny arabskie milicje działające ze wsi Sary atakowały żydowskie konwoje do Jerozolimy, paraliżując komunikację w tym rejonie. Na samym początku I wojny izraelsko-arabskiej w maju 1948 do wsi wkroczyli jordańscy żołnierze z Legionu Arabskiego. Podczas operacji Danny w dniu 14 lipca 1948 wieś zajęli izraelscy żołnierze. Mieszkańcy zostali zmuszeni do opuszczenia swoich domów. Następnie wyburzono prawie wszystkie domy. Po wojnie przez pewien czas istniała tutaj strzelnica wojskowa, i teren był zamknięty.

## Miejsce obecnie
Na terenach wioski Barfilija utworzono w 1950 miasto Modi’in-Makkabbim-Re’ut.